# Liste der Naturdenkmale im Landkreis Tuttlingen

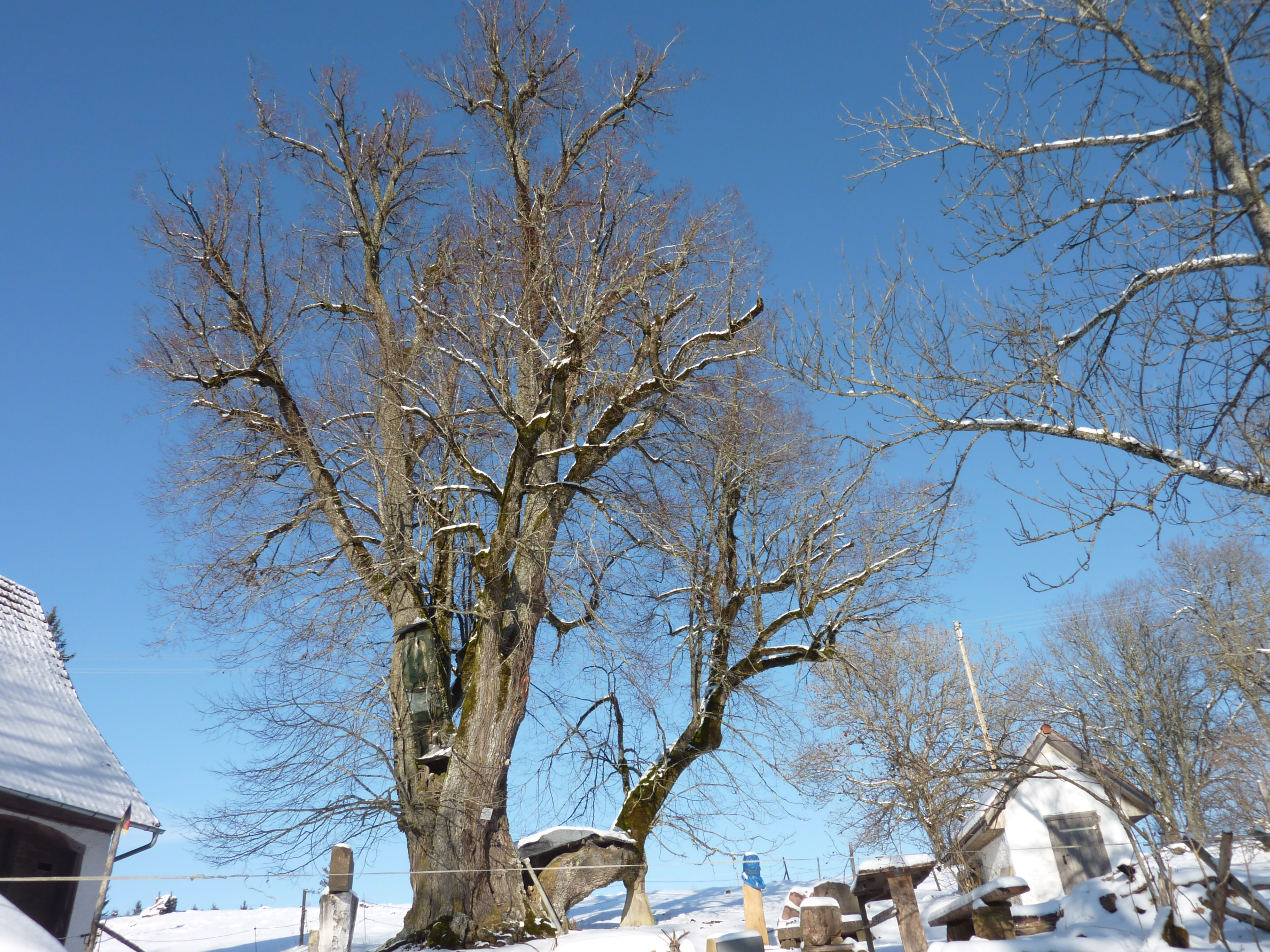
Naturdenkmal „1 Hoflinde beim Allenspacher Hof“ in Böttingen

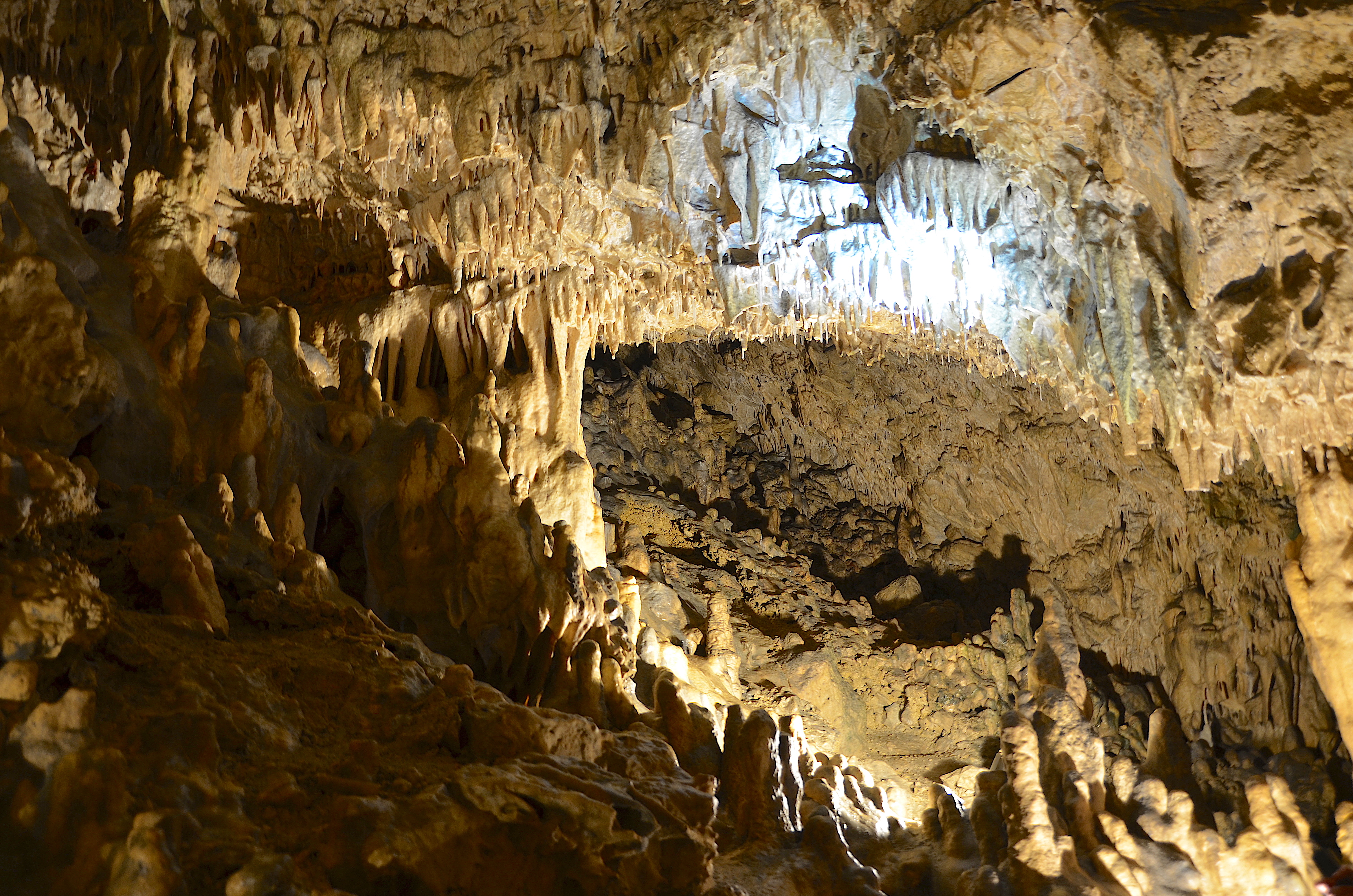
Naturdenkmal „Kolbinger Höhle“ in Kolbingen

Die Liste der Naturdenkmale im Landkreis Tuttlingen nennt die Listen der in den Städten und Gemeinden im Landkreis Tuttlingen gelegenen Naturdenkmale. Im Landkreis Tuttlingen liegen Stand Juli 2024 insgesamt 74 flächenhafte Naturdenkmale (FND) und 196 als Naturdenkmal geschützte Einzelgebilde (END), darunter z. B. die mächtige Allenspacher Hoflinde und die Kolbinger Höhle.

## Naturdenkmale im Landkreis Tuttlingen
Stand: 30. Juli 2024.
| Gemeinde               | Liste                                                        | Anzahl END | Anzahl FND | Gesamt |
| ---------------------- | ------------------------------------------------------------ | ---------- | ---------- | ------ |
| Aldingen               | Liste der Naturdenkmale in Aldingen                          | 9          | 1          | 10     |
| Balgheim               | Liste der Naturdenkmale in Balgheim                          | 1          | 0          | 1      |
| Bärenthal              | Liste der Naturdenkmale in Bärenthal                         | 0          | 4          | 4      |
| Böttingen              | Liste der Naturdenkmale in Böttingen                         | 4          | 1          | 5      |
| Bubsheim               | Liste der Naturdenkmale in Bubsheim                          | 5          | 1          | 6      |
| Buchheim               | Liste der Naturdenkmale in Buchheim (Landkreis Tuttlingen)   | 5          | 2          | 7      |
| Deilingen              | Liste der Naturdenkmale in Deilingen                         | 6          | 3          | 9      |
| Denkingen              | Liste der Naturdenkmale in Denkingen                         | 3          | 3          | 6      |
| Egesheim               | Liste der Naturdenkmale in Egesheim                          | 2          | 0          | 2      |
| Emmingen-Liptingen     | Liste der Naturdenkmale in Emmingen-Liptingen                | 2          | 3          | 5      |
| Fridingen an der Donau | Liste der Naturdenkmale in Fridingen an der Donau            | 21         | 5          | 26     |
| Frittlingen            | Liste der Naturdenkmale in Frittlingen                       | 1          | 0          | 1      |
| Geisingen              | Liste der Naturdenkmale in Geisingen                         | 7          | 13         | 20     |
| Gosheim                | Liste der Naturdenkmale in Gosheim                           | 8          | 0          | 8      |
| Gunningen              | Liste der Naturdenkmale in Gunningen                         | 0          | 1          | 1      |
| Hausen ob Verena       | Liste der Naturdenkmale in Hausen ob Verena                  | 4          | 0          | 4      |
| Immendingen            | Liste der Naturdenkmale in Immendingen                       | 2          | 5          | 7      |
| Irndorf                | Liste der Naturdenkmale in Irndorf                           | 5          | 0          | 5      |
| Kolbingen              | Liste der Naturdenkmale in Kolbingen                         | 5          | 1          | 6      |
| Königsheim             | Liste der Naturdenkmale in Königsheim                        | 3          | 0          | 3      |
| Mahlstetten            | Liste der Naturdenkmale in Mahlstetten                       | 4          | 0          | 4      |
| Mühlheim an der Donau  | Liste der Naturdenkmale in Mühlheim an der Donau             | 15         | 2          | 17     |
| Neuhausen ob Eck       | Liste der Naturdenkmale in Neuhausen ob Eck                  | 1          | 6          | 7      |
| Reichenbach am Heuberg | Liste der Naturdenkmale in Reichenbach am Heuberg            | 1          | 0          | 1      |
| Renquishausen          | Liste der Naturdenkmale in Renquishausen                     | 7          | 0          | 7      |
| Rietheim-Weilheim      | Liste der Naturdenkmale in Rietheim-Weilheim                 | 10         | 0          | 10     |
| Seitingen-Oberflacht   | Liste der Naturdenkmale in Seitingen-Oberflacht              | 8          | 1          | 9      |
| Spaichingen            | Liste der Naturdenkmale in Spaichingen                       | 7          | 3          | 10     |
| Talheim                | Liste der Naturdenkmale in Talheim (Landkreis Tuttlingen)    | 8          | 1          | 9      |
| Trossingen             | Liste der Naturdenkmale in Trossingen                        | 3          | 0          | 3      |
| Tuttlingen             | Liste der Naturdenkmale in Tuttlingen                        | 29         | 19         | 48     |
| Wehingen               | Liste der Naturdenkmale in Wehingen                          | 1          | 3          | 4      |
| Wurmlingen             | Liste der Naturdenkmale in Wurmlingen (Landkreis Tuttlingen) | 11         | 0          | 11     |